# 24 Hores de Montjuïc 1963
L'edició de 1963 de les 24 Hores de Montjuïc fou la 9a d'aquesta prova, organitzada per la Penya Motorista Barcelona al Circuit de Montjuïc el cap de setmana del 6 i 7 de juliol. Era la tercera prova de la Copa FIM de resistència d'aquell any.

## Classificació general
| Posició | Pilot 1              | Pilot 2                    | Motocicleta | Voltes | Km        | Km/h   |
| ------- | -------------------- | -------------------------- | ----------- | ------ | --------- | ------ |
| 1       | Jordi Sirera         | Enric Sirera               | Montesa 250 | 620    | 2.353,251 | 98,052 |
| 2       | De la Torre          | Carles Rocamora            | Montesa     | 594    | 2.254,139 | 93,922 |
| 3       | Josep Maria Busquets | César Gracia               | Montesa     | 581    | 2.204,761 | 91,865 |
| 4       | Lluís Sagnier        | Joan Antoni Rodés "Juanjo" | Bultaco     | 576    | 2.184,398 | ?      |
| 5       | Ramon Aixemeno       | Joan Castillo              | Bultaco     | 571    | 2.165,605 | 90.233 |
| 6       | "Squalo Alberto"     | "Squalo Eduardo"           | Montesa     | 570    | 2.164,494 | ?      |
| 7       | Germà Cabrera        | Emili Panosa               | Bultaco     | 558    | 2.117,760 | ?      |
| 8       | Ken G. Buckmaster    | J. Arthur Jackson          | Triumph     | 555    | 2.106,295 | 87,762 |
| 9       | R. Biosca            | F. Pons                    | Montesa     | 551    | 2.089,457 | ?      |
| 10      | A. Botella           | J. Domínguez               | Bultaco     | 550    | 2.088,598 | ?      |

## Guanyadors per categories
| Categoria | Pilot 1           | Pilot 2           | Motocicleta | Voltes | Km        | Km/h   |
| --------- | ----------------- | ----------------- | ----------- | ------ | --------- | ------ |
| 125 cc    | Ramon Aixemeno    | Joan Castillo     | Bultaco     | 571    | 2.165,605 | 90.233 |
| 250 cc    | Jordi Sirera      | Enric Sirera      | Montesa     | 620    | 2.353,251 | 98,052 |
| Superior  | Ken G. Buckmaster | J. Arthur Jackson | Triumph     | 555    | 2.106,295 | 87,762 |

## Trofeus addicionals
| Trofeu                                     | Guanyador                             | Punts |
| ------------------------------------------ | ------------------------------------- | ----- |
| Trofeu Juan Antonio Samaranch              | Jordi Sirera - Enric Sirera           | 79    |
| Trofeu Conrado Cadirat per equips de marca | Montesa                               | 3     |
| IX Trofeu "Centauro" de El Mundo Deportivo | Montesa (Jordi Sirera - Enric Sirera) | -     |